# La femme fatale en el cine de terror

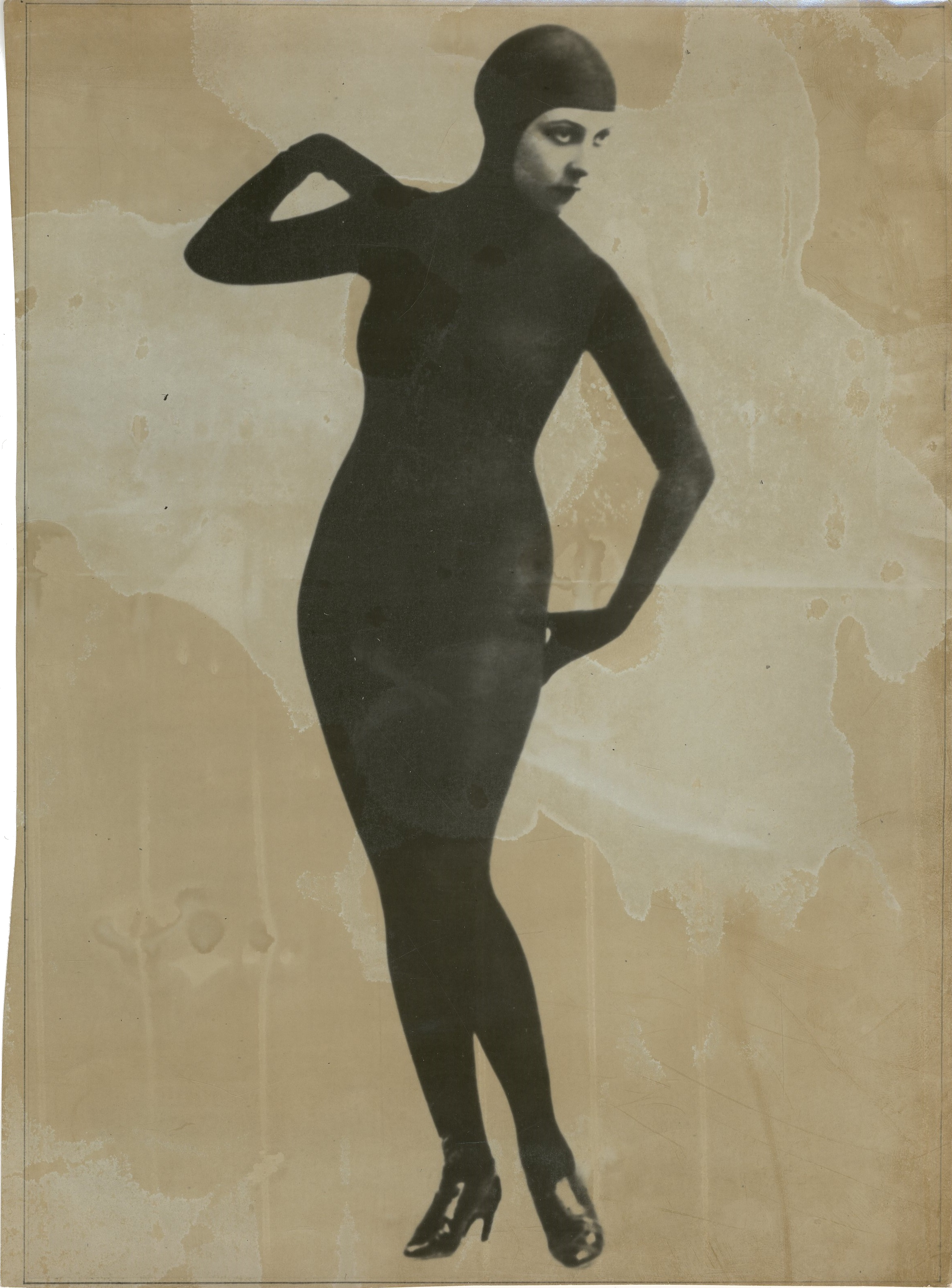
Musidora Irma Vep en Les Vampires (1915)

Javier Tardío Gastón (2011), en su artículo La mujer fatal calificaba dos géneros de cine: el cine noir y el cine de terror. Su origen renace en las historias mitológicas de la Caja de Pandora o Lilit. La imagen femenina, como pecadora y dueña de sus deseos femeninos, ha perdurado durante siglos, haciendo constantes reapariciones en el arte y la literatura. Este arquetipo se usó a principios del siglo XX en el séptimo arte en historias escalofriantes y reencarnaciones femeninas inhumanas como Carmen (1915) o Les Vampires (1915).

## Las figuras de lafemme fataleen el terror
Existen tres clases de figuras femeninas en este género (Itxaso del Castillo, 2024): las mujeres no humanas (mujer loba, como La mujer pantera de Jacques Tourneur, 1942), mujeres no muertas (vampiras o zombies como La hija de Drácula de Lambert Hillyer, 1936) y brujas o madres monstruosas. Según del Castillo, la imagen de la bruja contrapone toda representación conservadora y tradicional, anteponiendo su poder.

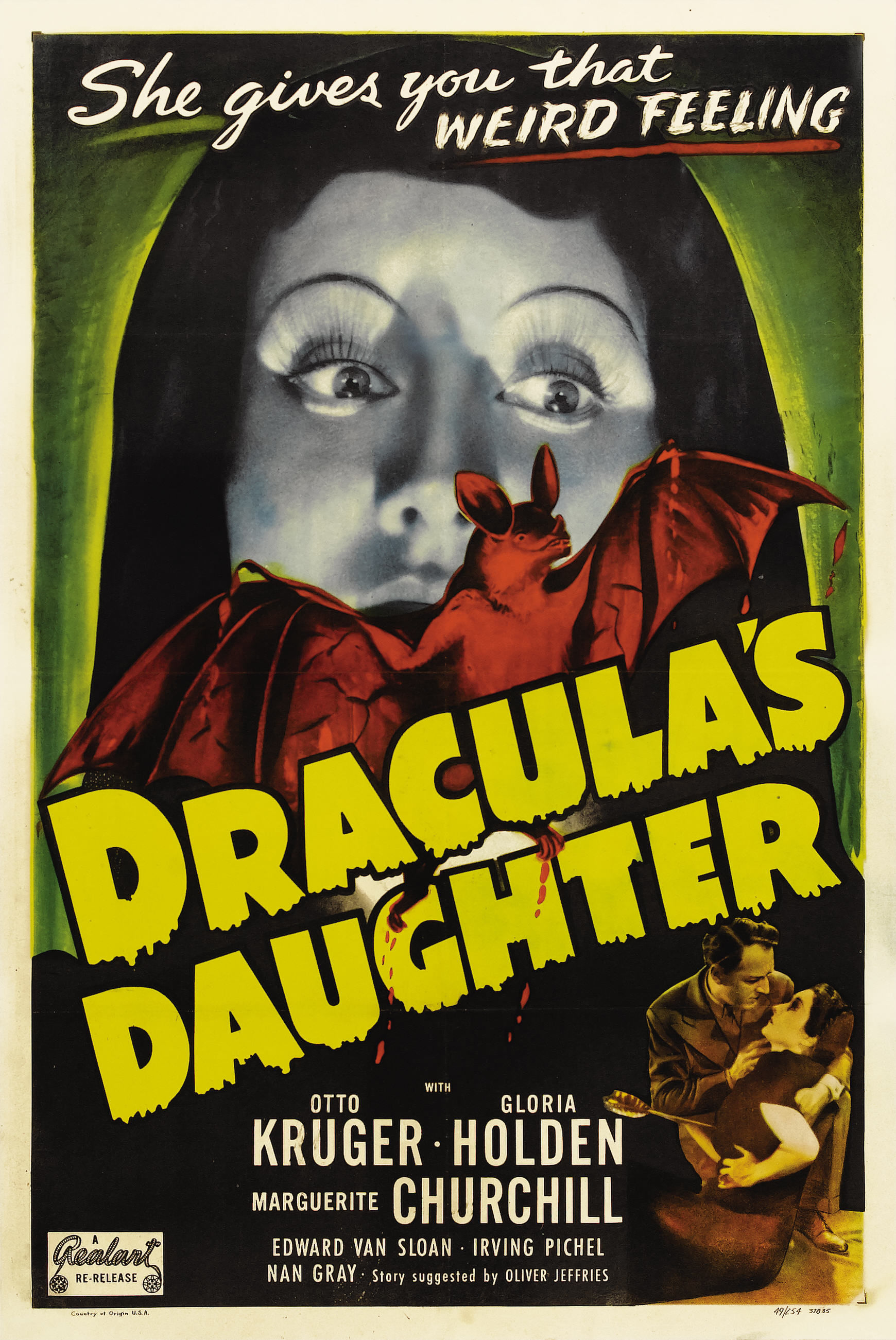
Poster de La Hija de Drácula (1936)

La figura de la vampira o la vamp, es la femme fatale más generalizada dentro del cine de terror europeo. Este término vamp, es la abreviatura de su término en inglés, y hace referencia a la figura de la mujer fatal en el cine mudo de principios del siglo pasado. Su representación más común es con el cabello, maquillaje y vestimenta oscura muy exótica, y a la vez sofisticada. Los hombres frente a ella, son víctimas incapaces de resistirse a sus deseos.
La femme fatale se ha seguido usando a lo largo del cine en el siglo XX y XXI en películas como Crudo (Julia Ducournau, 2016), Suspiria (Dario Argento, 1977) o Las amantes del vampiro ( Roy Ward Baker, 1970).